# Free Loop (One Night Stand)
"Free Loop (One Night Stand)" (với tên "Free Loop" như trong album) là một ca khúc nhạc pop viết bởi nam ca sĩ người Canada Daniel Powter và đã được phát hành làm đĩa đơn thứ hai từ album mang tên anh. Tuy được phát hành sau sự thành công của ca khúc hit "Bad Day", ca khúc không đạt được thành công như tiền vị của mình. ở UK, ca khúc đã không thể lọt vào được xếp hạng. Ở Hoa Kỳ, ca khúc cũng không lọt vào được Billboard Hot 100, nhưng bù lại, nó đã lọt được vào Top 30 của bảng xếp hạng Billboard Hot Adult Contemporary Tracks.

## Video âm nhạc
Video âm nhạc đạo diễn bởi Marc Webb, người đã từng thực hiện video âm nhạc cho "Bad Day" và "Lie to Me". Tất cả các cảnh quay đều được thực hiện ở California.

## Xếp hạng
| Chart (2005/2006)                 | Vị trí cao nhất |
| --------------------------------- | --------------- |
| Australian ARIA Singles Chart     | 43              |
| Austrian Singles Chart            | 62              |
| Canadian Singles Chart            | 11              |
| Dutch Singles Chart               | 33              |
| French Singles Chart              | 52              |
| German Singles Chart              | 55              |
| New Zealand Singles Chart         | 32              |
| Swiss Singles Chart               | 38              |
| U.S. Billboard Adult Contemporary | 30              |